# Stacey Milbern
Stacey Park Milbern (19 de maio de 1987 - 19 de maio de 2020) foi uma activista americana dos direitos dos deficientes. Ela ajudou a criar o movimento de justiça para deficientes e defendeu o tratamento justo das pessoas com deficiência.

## Biografia
Milbern nasceu em Seul em 19 de maio de 1987 com distrofia muscular. Ela era mestiça, o seu pai Joel sendo branco e a sua mãe Jean coreana. Ela cresceu na Carolina do Norte numa família de militares, pois Joel estava no Exército dos Estados Unidos. Quando criança, ela contava com a sua família como cuidadores, mas quando ela começou a se identificar como gay, ela temeu o julgamento de seus pais cristãos evangélicos e planeou mudar-se, uma escolha tornada mais difícil pela sua dependência deles para ajuda em actividades diárias como comer, dormir e usar a casa de banho.
Em 2005, Milbern ajudou a estabelecer o movimento pela justiça para deficientes. Milbern formou-se na Universidade Metodista em 2009.
Ela mudou-se para a Baía de São Francisco quando tinha 24 anos, devido à área de São Francisco ser "um dos lugares mais acessíveis para pessoas com deficiência física". A Baía foi o centro histórico do movimento pelos direitos das pessoas com deficiência, e lá ela continuou a organizar, escrever e falar pelo movimento, tornando-se a directora de programas do Center for Independent Living, Berkeley. A Califórnia ocupa uma posição importante entre os estados em gastos com benefícios de cuidados domiciliares, e ela conseguiu obter suporte do Medicaid para um atendente domiciliar, permitindo-lhe viver de forma independente em Oakland e ocupar um cargo na área de recursos humanos num banco. Ela louvou a assistência de enfermagem pela sua capacidade de permanecer activa na comunidade e evitar a institucionalização numa casa de repouso. Ela comparou a sua independência e o cuidado que ela foi capaz de receber na Califórnia com as suas experiências na Carolina do Norte, e defendeu a necessidade dos programas do Medicaid financiarem atendentes domiciliares e serviços de enfermagem contra as reduções propostas durante os esforços para revogar e substituir o Affordable Care Act.
Ela obteve um mestrado no Mills College em 2015.
Milbern defendeu cuidados médicos justos para pessoas com deficiência, incluindo acesso e preconceitos no sistema, falando contra cirurgias desnecessárias. Milbern também aconselhou o governo Obama por dois anos.
No início de março de 2020, quando a pandemia COVID-19 espalhou-se para a Baía, Milbern e quatro amigos formaram o Disability Justice Culture Club para distribuir kits caseiros de prevenção de doenças, incluindo desinfectante para as mãos, desinfectante e respiradores para residentes dos acampamentos dos sem-abrigo de Oakland. Ela levantou questões sobre o bem-estar colectivo da comunidade e o bem-estar dos seus membros mais vulneráveis. Ela observou a sua solução DIY como um exemplo de "sabedoria aleijada ou deficiente". Ela fez isso apesar dos seus próprios e crescentes problemas de saúde, com a cirurgia para remover o seu cancro renal em rápido crescimento adiada devido a pedidos de abrigo no local. Ela alertou que as demandas da pandemia sobre os serviços de saúde ameaçaram o acesso da sua comunidade à diálise e outros tratamentos que salvam vidas, necessários para a sobrevivência de alguns. O seu grupo também organizou ajuda mútua em alimentos e cuidados para pessoas com necessidades especiais. Milbern morreu num hospital de Stanford no seu 33º aniversário, 19 de maio de 2020, devido a complicações cirúrgicas.

## 30em
1. 1 2 3 4 5 6  Genzlinger, Neil (6 de junho de 2020). «Stacey Milbern, a Warrior for Disability Justice, Dies at 33». The New York Times (em inglês). ISSN 0362-4331. Consultado em 19 de julho de 2020
2. 1 2  Tso, Tiffany Diane (28 de maio de 2020). «5 Disability Justice Activists to Know This Asian Pacific American Heritage Month». Rewire.News (em inglês). Consultado em 19 de julho de 2020
3. 1 2 3  Raff, Jeremy (10 de julho de 2017). «Why Americans With Disabilities Fear Medicaid Cuts». The Atlantic (em inglês). Consultado em 19 de julho de 2020
4. ↑  Katayama, Devin; Guevarra, Ericka Cruz; Montecillo, Alan (29 de maio de 2020). «What Disability Justice Activist Stacey Park Milbern Taught Us». KQED. Consultado em 8 de março de 2021
5. 1 2  Milbern, Stacey (31 de março de 2017). «Four Videos Show Why Medicaid-Funded Personal Care Services Matter». Disability Rights Education & Defense Fund (em inglês). Consultado em 8 de março de 2021
6. ↑  «Stacey Milbern». Wright State University. Consultado em 19 de julho de 2020
7. ↑  Green, Matthew (17 de março de 2020). «Coronavirus: How These Disabled Activists Are Taking Matters Into Their Own (Sanitized) Hands». KQED. Consultado em 8 de março de 2021